# Doris Sommer
Doris Sommer es una académica en literatura. Ella es Ira Jewell Williams, Jr., además de profesora de lenguas y literatura romance, así como de estudios africanos y afroamericanos en la Universidad de Harvard.

## Trayectoria
En 1994, obtuvo la beca Guggenheim, con la que realizó estudios en literatura latinoamericana.
A 2020 es directora de la iniciativa “Agentes Culturales” de la Universidad de Harvard. Ha sido vocera sobre la importancia del arte como herramienta de transformación de la sociedad. Bajo esta mirada, ha desarrollado el proyecto «Pre-Textos» que se encuentra orientado a potenciar la creatividad artística de los niños por medio de la comprensión lectora, fortaleciendo valores personales y sociales. El trabajo ha sido destacado por la Unesco como «Educación para la paz».

## Trabajos
- One Master for Another: Populism as Patriarchal Rhetoric in Dominican Novels (University Press of America, 1984)[9]
- ed. with Andrew Parker, Mary Russo, and Patricia Yaeger, Nationalisms & Sexualities (Routledge, 1991)
- Foundational Fictions: The National Romances of Latin America (University of California Press, 1991); in Spanish: Ficciones fundacionales: La novela nacional en América Latina (FCE, 2005)[10][11]
- Yo-Yo Boing!: Either And with Alex Vega Merino (Latin American Literary Review Press, 1998).[12]
- ed. The Places of History: Regionalism Revisited in Latin America (Duke University Press, 1999)[13][14]
- Proceed with Caution, when engaged by minority writing in the Americas (Harvard University Press, 1999)
  - En español: Abrazos y rechazos: Cómo leer en clave menor (FCE, 2006)[15][16][17]
- ed. Bilingual Games (Palgrave, 2003)
- Bilingual Aesthetics: A New Sentimental Education (Duke University Press, 2004)[18]
- ed. Cultural Agency in the Americas (Duke University Press, 2006)[19][20][21]
- The Work of Art in the World: Civic Agency and Public Humanities (Duke University Press, 2014)